# 검은저빌
검은저빌(Gerbillus aquilus)은 황무지쥐아과에 속하는 설치류의 일종이다. 주로 이란 동부와 아프가니스탄, 파키스탄 서부 지역에서 발견된다.